# مزرعه (محل)

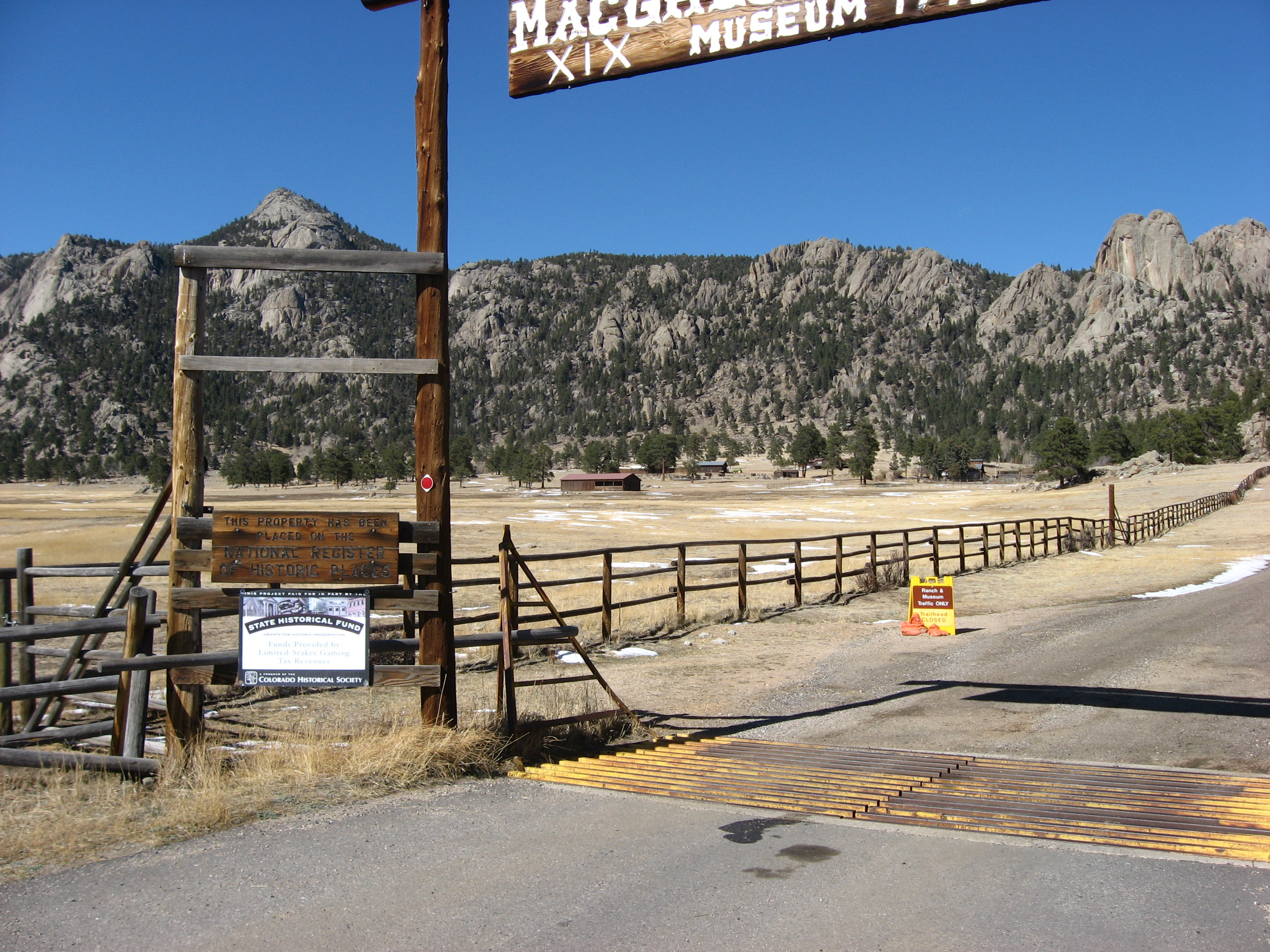
یک دام‌داری در کلرادو

مزرعه یا دامداری (به انگلیسی: Ranch) به یک مزرعه (اغلب خصوصی) گفته می‌شود که در آن دام‌داری و مرتع پرورش احشام و کشت برخی محصولات کشاورزی و باغات وجود دارد. گاهی (و اغلب امروزه) مزرعه‌ها بیشتر حالت تفریحی داشته و صرفاً به یک منزل مسکونی بیرون از شهر با ملک وسیع گفته می‌شود.
از مشهورترین مزرعه‌های جهان، مزرعهٔ جرج دبلیو بوش با نام «مزرعهٔ پریری چپل» (به انگلیسی: Prairie Chapel Ranch) در نزدیکی ویکو، تگزاس و نیز «مزرعهٔ نِوِرلَند» مایکل جکسون در کالیفرنیا است.